# Rio Cocorova
O Rio Cocorova é um rio da Romênia, afluente do Gilort, localizado no distrito de Gorj.